# لشتیتسه
لشتیتسه (به چکی: Lešetice) یک منطقهٔ مسکونی در جمهوری چک است که در ناحیه پریبرام واقع شده‌است.